# Stulicha
Stulicha (Descurainia Webb & Berthel.) – rodzaj roślin należący do rodziny kapustowatych. Liczy ok. 40–45 gatunków, występujących głównie w Ameryce Północnej (30 gatunków) i na wyspach Makaronezji (7 gatunków). Jeden gatunek – stulicha psia (D. sophia) jest kosmopolityczny i występuje także we florze Polski jako jedyny przedstawiciel rodzaju. Nazwa rodzajowa upamiętnia francuskiego botanika i aptekarza – François Descuraina (1658-1740).

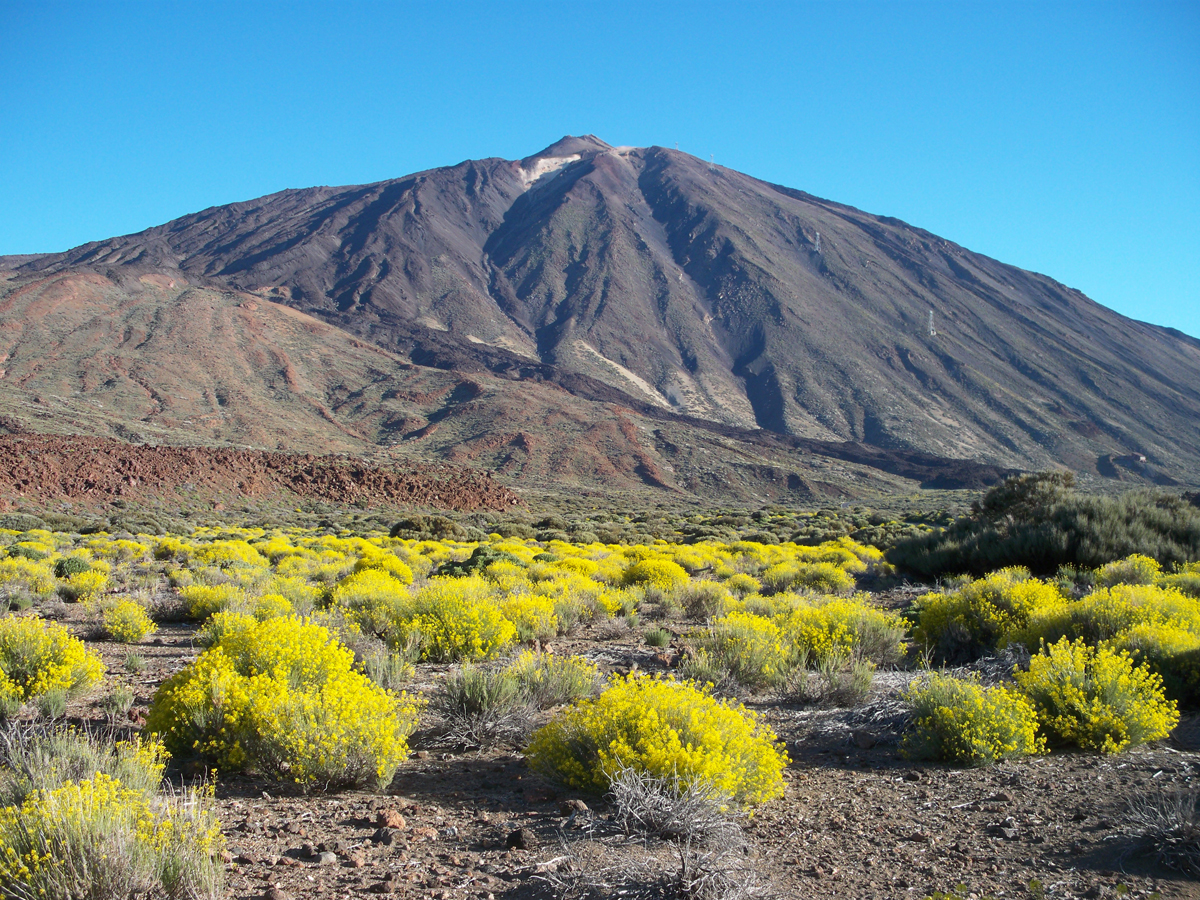
Descurainia bourgaeana na Teneryfie

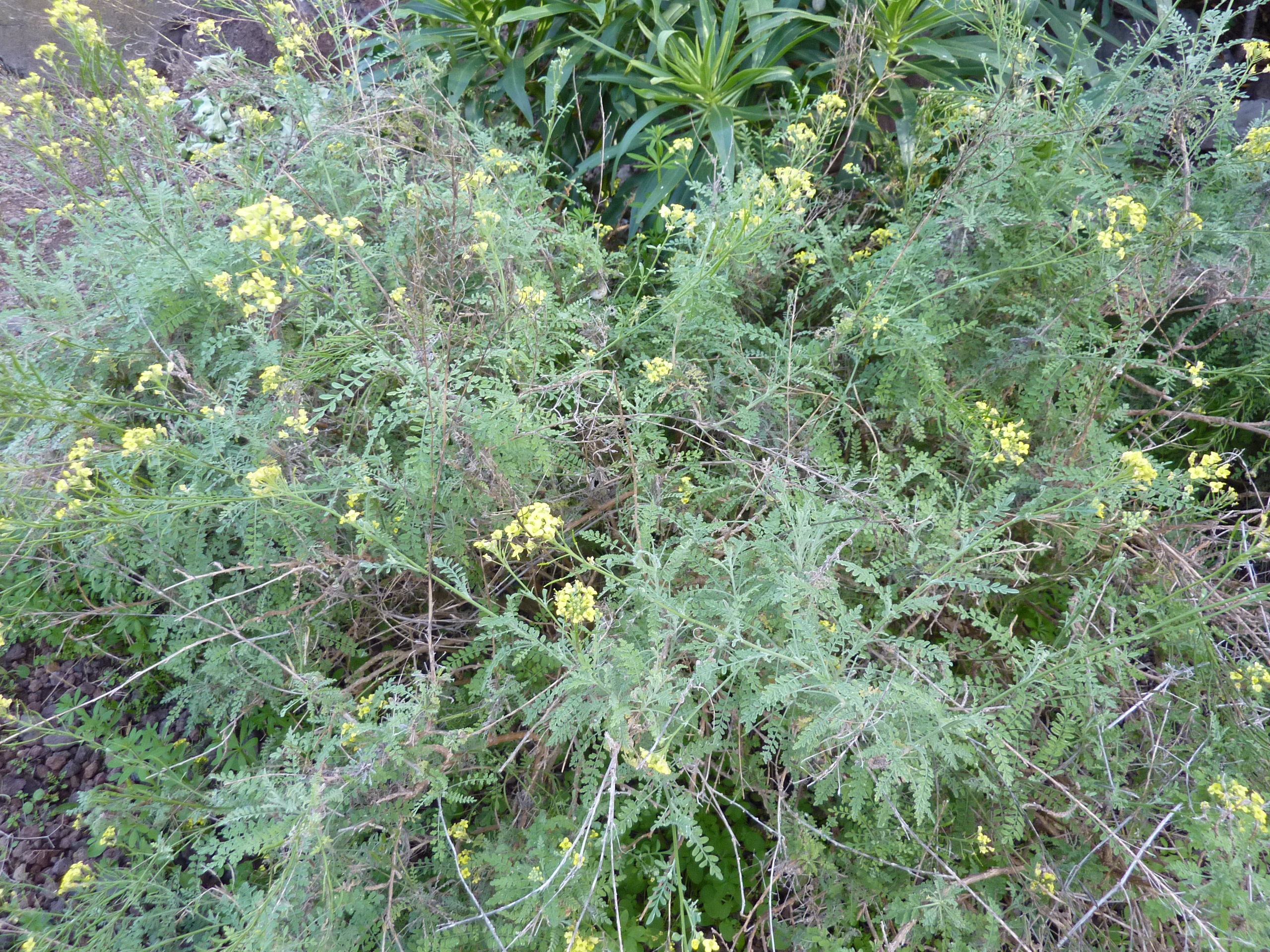
Descurainia artemisioides

## Morfologia
PokrójRośliny zielne jednoroczne, dwuletnie i byliny, rzadziej drewniejące półkrzewy i krzewy. Pędy prosto wzniesione lub rozpościerające się, pojedyncze lub rozgałęzione. Należą tu rośliny zarówno o pędach gładkich, jak i pokrytych włoskami, także gęsto. Włoski zwykle rozgałęzione, rzadziej pojedyncze lub mieszane, także z gruczołkami.
LiścieDolne liście tworzą krótkotrwałą rozetę liściową – zamierają zwykle przed kwitnieniem. Są ogonkowe lub siedzące i są całobrzegie, ząbkowane lub podzielone (pojedynczo, dwu- lub trzykrotnie). Łodygowe liście podobne do odziomkowych.
KwiatyZebrane w grona wydłużające się lub nie podczas owocowania. Szypułki kwiatowe cienkie, wzniesione lub odstające. Działki kielicha jajowate, podługowate do równowąskich, rozpostarte lub prosto wzniesione, nie rozszerzone woreczkowato u nasady. Płatki korony żółte, rzadziej kremowe, dłuższe od działek. Pręcików sześć, czterosilnych. Zalążnia górna z 5–100 zalążkami w każdej z dwóch komór, szyjka słupka zredukowana lub co najwyżej do 1 mm długości, znamię główkowate.
OwoceŁuszczyny równowąskie, rzadziej eliptyczne, cylindryczne, zwykle gładkie, rzadziej wypukłe nad nasionami.

## Systematyka
Synonimy
Discurea (C. A. Meyer ex Ledebour) Schur, Sophia Adanson
Pozycja systematyczna według APweb (aktualizowany system APG IV z 2016)
Należy do rodziny kapustowatych (Brassicaceae), rzędu kapustowców (Brassicales), kladu różowych (rosids) w obrębie okrytonasiennych (Magnoliophyta).
Pozycja w systemie Reveala (1993-1999)
Gromada okrytonasienne (Magnoliophyta Cronquist), podgromada Magnoliophytina Frohne & U. Jensen ex Reveal, klasa Rosopsida Batsch, podklasa ukęślowe (Dilleniidae Takht. ex Reveal & Tahkt.), nadrząd Capparanae Reveal, rząd kaparowce (Capparales Hutch.), podrząd Capparineae Engl., rodzina kapustowate (Brassicaceae Burnett), rodzaj stulicha (Descurainia Webb & Berthel.).
Wykaz gatunków
- Descurainia adpressa  Boelcke
- Descurainia altoandina  Romanczuk
- Descurainia antarctica  (E.Fourn.) O.E.Schulz
- Descurainia appendiculata  (Griseb.) O.E.Schulz
- Descurainia argentea  O.E.Schulz
- Descurainia argentina  O.E.Schulz
- Descurainia artemisioides  Svent.
- Descurainia athrocarpa  (A.Gray) O.E.Schulz
- Descurainia bourgaeana  (E.Fourn.) Webb ex O.E.Schulz
- Descurainia brevifructa  Boelcke ex J.B.Martínez
- Descurainia californica  (A.Gray) O.E.Schulz
- Descurainia cumingiana  (Fisch. & C.A.Mey.) Prantl
- Descurainia depressa  (Phil.) Reiche
- Descurainia erodiifolia  (Phil.) Reiche
- Descurainia gilva  Svent.
- Descurainia gonzalezii  Svent.
- Descurainia hartwegiana  (E.Fourn.) Britton
- Descurainia heterotricha  Speg.
- Descurainia impatiens  (Cham. & Schltdl.) O.E.Schulz
- Descurainia incana  (Bernh. ex Fisch. & C.A.Mey.) Dorn
- Descurainia kenheilii  Al-Shehbaz
- Descurainia kochii  (Asch.) O.E.Schulz
- Descurainia lasisiliqua  O.E.Schulz
- Descurainia lemsii  Bramwell
- Descurainia leptoclada  Muschl.
- Descurainia longepedicella  ta (E. Fourn.) O.E. Schulz
- Descurainia millefolia  (Jacq.) Webb & Berthel.
- Descurainia myriophylla  (Willd.) R.E.Fr.
- Descurainia nana  Romanczuk
- Descurainia nuttallii  (Colla) O.E.Schulz
- Descurainia obtusa  (Greene) O.E.Schulz
- Descurainia paradisa  (A.Nelson & P.B.Kenn.) O.E.Schulz
- Descurainia perkinsiana  Muschl.
- Descurainia pimpinellifoli  a (Barnéoud) O.E.Schulz
- Descurainia pinnata  (Walter) Britton 9
- Descurainia preauxiana  (Webb) Webb ex O.E.Schulz
- Descurainia ramosissima  Rollins
- Descurainia sophia  (L.) Webb ex Prantl – stulicha psia
- Descurainia sophioides  (Fisch. ex Hook.) O.E.Schulz
- Descurainia streptocarpa  (E.Fourn.) O.E.Schulz
- Descurainia stricta  (Phil.) Reiche
- Descurainia titicacensis  (Walp.) Lillo ex Hauman & Irigoyen
- Descurainia torulosa  Rollins
- Descurainia virletii  (E.Fourn.) O.E.Schulz